# ウィルヘルミナ (小惑星)
ウィルヘルミナ (392 Wilhelmina) は、小惑星帯に位置する比較的大きな小惑星である。
マックス・ヴォルフがハイデルベルクのケーニッヒシュトゥール天文台で発見し、オランダの女王ウィルヘルミナにちなんで命名された。
2007年9月に西日本で掩蔽が観測された。